# Пручаи
Пручаи (укр. Пручаї) — село в Прилукском районе Черниговской области Украины. Население — 59 человек. Занимает площадь 0,483 км².
Код КОАТУУ: 7424186203. Почтовый индекс: 17550. Телефонный код: +380 4637.

## Власть
Орган местного самоуправления — Охиньковский сельский совет. Почтовый адрес: 17550, Черниговская обл., Прилукский р-н, с. Охиньки, ул. Шевченко, 13.